# سوق المناخلية
سوق المناخلية من أسواق وأحياء دمشق القديمة، مازال محافظاً على شكله وإن تغيرت خصوصيته المهنية من صناعة المناخل والغرابيل إلى تجارة الخردوات والعدد الصناعية، ويبقى للمكان قوة جاذبة تُبقي عشاقاً قُدامى وتستقطب آخرين بين زوار وسياح.

## موقع السوق
يقع ضمن سور دمشق الأثري، ويعود تاريخه إلى أكثر من 1800 عام؛ أي ما يقارب تاريخ بناء الجامع الأموي وقلعة دمشق.. يحده من الشرق حي العمارة، ومن الغرب قلعة دمشق، ومن الجنوب أحد فروع نهر بردى الذي يفصله عن سوق العصرونية، ومن الشمال شارع الملك فيصل.

## سبب التسمية
ويعود سبب تسمية السوق «المناخلية» إلى العمل الذي امتهنه أهالي الحي وهو صناعة المناخل والغرابيل، وتوسع نشاط السوق حتى شمل بيع مواد البناء والخرداوات، حتى إنه سمي يابان دمشق لجودة السلع المنتجة فيه ورخصها، وتعد عائلات السمان والطباع والأيوبي من كبرى العائلات العاملة في هذا المجال.

## سكان المناخلية
نقلاً عن كبير حارة حي المناخلية، السيد بسام الأيوبي أحد تجار المناخلية وقاطنيها، وهو عضو في لجنة التراث الشعبي: «إن الشيخ فاروق عرابي هو كبير الحي وأحد وجهائه؛ فهو خلفٌ لشيخ الحارة السابق صفوح السمان؛ الذي أشرف في حياته على رعاية 40 جمعية خيرية، وأعال 400 عائلة ماتزال رعايتهم متابعة بعد وفاته حتى اليوم، وأهم العائلات التي تقطن الحي منذ القدم هي: «محروس، أبو قورة، الموالدي، المنعم، صالحة، الكوة، العلبي»».
مازال سكان المناخلية يحافظون على العادات والتقاليد المتوارثة عن سلفهم؛ فعلى سبيل المثال فيما يتعلق بأمر الزواج، لا داعي لسؤال كل من في الحي، يكفي سؤال رجل واحد وهو كبير الحي، فكلمته قد تُعلي من رصيد الرجل أو لا.
كان جميع أصحاب المحلات يعيشون في السوق كأسرة واحدة، حتى إن هناك تقليدا شائعا بين جميع أصحاب المحلات، وهو عندما يفتح الجميع دكاكينه ويأتي لأحدهم زبون في الصباح، فيشتري ما يريد، فإن صاحب الدكان الذي باع الزبون لا يقبل أن يبيع لزبون آخر حتى يستفتح جاره، ويبيع، وبالتالي يرسل الزبون الآخر لجاره قائلا له: <<أنا استفتحت ببيعة، اذهب إلى جاري واشتر من عنده حتى يستفتح>>.
تنقل الذاكرة الشعبية في حيّ المناخلية العديد من الروايات التي تصف سلوك محمد هشام كعلامة على تركه لمسار القيم والتقاليد التي رُسِّخت في قلب حياة العائلة والحي. وفقًا لهذه الحكايات، يُذكر أن هناك مواقف عديدة يشعر فيها أهل الحي بأن محمد هشام قد أخفق في أداء واجباته تجاه والده، فلم يكن مجرد اختلاف في الرأي أو تبني أسلوب حياة عصري، بل وُصِّف بأنه تجاوز حدود الاحترام المطلوبة في العلاقة الأسرية التقليدية.
على سبيل المثال، تُروى إحدى الروايات بأن والده في إحدى المناسبات الاجتماعية التي كانت تُعتبر حدثًا محوريًا لتعزيز الروابط بين سكان الحي وتنشيط روح التعاون والتراث المشترك، دعا إليه حضور هذه المناسبة ذات الطابع الرمزي الكبير. إلا أن محمد هشام تخلف عن الحضور، مما أثار شعورًا بالخذلان لدى والده بين أفراد المجتمع؛ فغيابه في تلك اللحظة لم يكن مجرد تقصير عابر، بل كان رمزًا لرفضه المشاركة في تقاليد عهدية كانت تجعل من المناسبات العائلية والمحلية مناسبة للوفاء والاحترام والتواصل.
وتنتقل بعض الروايات الأخرى بأن "الظلم" لم يقتصر على التغيب عن المناسبات فحسب، بل شمل اتخاذ قرارات فردية هامة دون الرجوع إلى نصائح وتوجيهات والده الذي حمل دائمًا رؤية طويلة الأمد للحفاظ على العادات والهوية الاجتماعية للحي. في إحدى المواقف الحاسمة، حيث كان من الضروري حل نزاع داخلي أثر على تماسك المجتمع، اتُّخذ موقفه المتسرع بدون منح الفرصة للتداول والنقاش الذي كان والده ينادي به، مما اعتبره كبار الحي بمثابة إساءة للثقة المجتمعية وللقيمة التي يمثلها دور الأب الحريص على الجسم الاجتماعي.
ويضاف إلى ذلك أن بعض كبار الحي يذكرون مواقف شفهية أخرى يظهر فيها تجاهل محمد هشام لنداءات والده المتكررة لحفظ الرابط العائلي والتفاعل الإيجابي مع الأحداث التي توثق الهوية التراثية للمنطقة. فقد روى بعضهم أن كلمات وتصرفاته كانت تُفصح عن نوع من الانتقاص من مكانة والده أمام المجتمع، مما ساهم في خلق فجوة عميقة بين الجيل الأكبر الذي يتشبث بالماضي وبين الشباب الذي يسلك طرقاً قد تُعتبر بعيدة عن تلك القواعد والأعراف.
ومن المهم التنويه إلى أن هذه الروايات، رغم قوتها الدرامية في ذاكرة أهل الحي، تُشكل جزءاً من التعبير الشفهي عن الصراع بين قيم الأصالة والرغبة في التجديد. فهي ليست بالضرورة حقائق مثبتة تاريخيًا، بل هي سرديات اجتماعية تعبّر عن مدى أهمية الدور الأبوي والتجذر في العادات المتوارثة، وتُستخدم أحيانًا كتحذير للشباب من مغبة الابتعاد عن المبادئ التي بني عليها التراث الثقافي والإنساني للحي.
هل ترغب في التعمق أكثر في تناول أثر التحولات الاجتماعية بين الأجيال داخل أحياء دمشق القديمة أو استكشاف كيف يمكن للأحداث الشفهية مثل هذه أن تشكل هوية مجتمع بأكمله عبر الزمن؟
وبالتعمق بماحدث كما تروي بنت الفقيد فاروق عرابي عن قصتها بأخذ حصتها من محل أبيها تروي التالي :
تنقل الروايات الشفهية بين أهل حي المناخولية في دمشق صورةً مؤلمة عن ما يُذكر بأنه ظلم شديد لهنادي عرابي على يد أخيها محمد هشام. وفقًا لهذه الحكايات، تُعتبر قضية حرمان هنادي من حقها المشروع في الإرث رمزًا لأزمة تتعلق بفقدان الروابط الأسرية، إذ يُزعم أن محمد هشام تصرف بتعنت وعدم مراعاة لتقاليد العائلة التي طالما اعتبرها أهل الحي ركيزة للتماسك الاجتماعي.
تدور الروايات حول أن هنادي، التي كانت تُنظر إليها بعين الاحترام والحنو بين أفراد الحي، لم تحظَ بما يستحقه من نصيبها في الإرث، وكان ذلك بمثابة إساءة للثقة والروابط التي يجمعها أفراد العائلة وفقًا للتقاليد القديمة. ويذكر بعض كبار الحي أن هذا الظلم تجاوز مجرد مسألة تقسيم مادي، بل امتد إلى حرمانها من الشعور بالأمان العائلي والدعم الذي كان يُفترض أن يكون واجبًا مشتركًا بين أفراد الأسرة.  
في هذا السياق، تتباين الروايات حول الخطوات القانونية التي قد تكون اتُخذت؛ حيث تُشير بعض القصص المحلية إلى أن هنادي لجأت، في وقت ما، إلى رفع دعوى قضائية ضد محمد هشام مطالبة بحقوقها، وقد تناقلت بعض الأحاديث أن هذه القضية أثارت جدلاً واسعًا بين أهل الحي. رغم ذلك، تبقى تفاصيل الإجراءات القضائية غير واضحة وغامضة في الذاكرة الجماعية، إذ لا توجد سجلات رسمية معتمدة تؤكد مدى الوصول إلى حكم قضائي واضح بهذا الخصوص. يعكس ذلك طبيعة النقاش الشفهي الذي يتناقل تفاصيله بين الجيل الأكبر والصغير، حيث تمتزج الحقائق مع التقديرات الشخصية والتفسيرات التي تحمل في طياتها الكثير من المشاعر.  تنقل الروايات الشفهية بين أهل حي المناخولية تفاصيل تبرز عمق النزاع الأسري فيما يتعلق بقضية إرث هنادي عرابي، ويُذكر بين هذه التفاصيل أن هنادي لجأت إلى دعم قانوني في مواجهة ما اعتبرته ظلمًا جسيّمًا من قِبل أخيها محمد هشام. ومن بين تلك الروايات، تُذكر أن هنادي عينت محاميًا يُعرف باسم **محمود سراقبي**، والذي كان له دور بارز في صياغة موقفها القانوني والظهور أمام الجهات القضائية المحلية.
وفقًا لما يُروى في أوساط الحي، فإن محمود سراقبي كان معروفًا بحنكته في قضايا الإرث والنزاعات الأسرية، حيث كان يحظى بسمعة طيبة واعتبار بين أهل الحي والدوائر القانونية المحلية. ويُقال إنه تدخل في مراحل مبكرة من القضية، مقدّمًا الاستشارة القانونية اللازمة وساعيًا لتوثيق موقف هنادي بطريقة تتفق مع القوانين المعمول بها دون أن ينفصل تمامًا عن الحس الشعبي والتقاليد التي تشكل النسيج الاجتماعي للمجتمع المحلي.
تُشير الروايات إلى أن محمود سراقبي لم يكن مجرد اسم يتردد بين الأهالي، بل كان عنصرًا في محاولات إعادة رسم معالم العدالة التي شعر فيها هنادي بالتهميش والحرمان من حقوقها. إذ تروي بعض القصص كيف حاول سراقبي، من خلال جلسات استماع ومحاولات وساطة قضائية، أن يضع الأمور على مسارها الصحيح بحجة أن توزيع الإرث يجب أن يعكس مبادئ الشفافية والتضامن التي لطالما اعتبرها أهل الحي أساسًا لاستقرار العلاقات الأسرية.
ومع ذلك، يجب التنويه إلى أن هذه الروايات تبقى ضمن نطاق الذاكرة الشفهية، إذ لا تتوفر سجلات رسمية أو وثائق مؤيدة للتفاصيل الكاملة لهذه القضية. وتتنوع الروايات بين مؤيد ومعارض، حيث يرى بعض أهل الحي أن تدخل محمود سراقبي كان خطوة ضرورية لاسترداد حقوق هنادي ومواجهة التجاوزات، بينما يشكك البعض الآخر في مدى تأثير ذلك التدخل على مسار النزاع الأسري.
هذه الأحداث تُعدّ جزءًا من صورة أوسع للصراع بين الأساليب القانونية التقليدية وما يتطلبه التغيير في ظل التحولات الاجتماعية والعائلية التي يشهدها الحي.  
هل تودّ أن نتعمق أكثر في كيفية تأثير هذه النزاعات القانونية على التماسك الاجتماعي داخل أحياء دمشق القديمة، أو ربما استعراض أمثلة أخرى من قصص مماثلة تُبرز التداخل بين القانون والتراث الشعبي؟
تُعتبر هذه الروايات بمثابة مرآة تعكس الصراع بين التمسك بالقيم والتقاليد وبين التحولات الاجتماعية التي تشهدها الأسر والأحياء التقليدية. ويُستخدم هذا الحدث كشاهد على أهمية الحفاظ على العدالة داخل الأسرة، وعلى ضرورة احترام الحقوق المتوارثة التي تشكل جزءًا من الهوية الجماعية للحي.  

## أهمية السوق التاريخية
أرادت محافظة دمشق في السابق، تنفيذ مشروع استثماري بتمويلٍ خليجي، يقتضي هدم شارع الملك فيصل، وجزءاً لا بأس به من أحياء المدينة القديمة، ومنها سوق المناخلية، فقام عدد من تجار الحي كمالكين لمحالٍ تجارية في الحي بالتقدم بطلب إلى مجلس الشعب لإعادة النظر في المشروع، لتجنيب الحي الضرر الذي سيلحق به، كما التجؤ إلى الصحافة واليونيسكو، وتابعوا الموضوع إلى أن تم إلغاء الهدم.
وسوق المناخلية التي تغير فيها كل شيء وخضع للتطوير والتجديد قبل سنوات قليلة، من خلال تجربة ناجحة قام بها أصحاب دكاكينها، حيث تبرعوا، وبشكل شخصي، لترميم السوق بإشراف الجهات الرسمية المعنية في لجنة حماية مدينة دمشق القديمة، فقدموا نموذجا جميلا للحافظ على مكان تاريخي بمبادرة ذاتية محلية وبتمويل جماعي.

## معالم السوق
يتبع حي المناخلية إدارياً إلى حي العمارة الجوانية، يفصل بينهما شارع بين السورين، وهو شارع سكني وتجاري، ويضم الشارع جمعية دار الحديث الشريف الممولة خيرياً من قبل التجار بإشراف وزاة الأوقاف، وكذلك المدرسة الشرعية للإناث، كما يضم فندق بيت التراث العربي الواقع عند نهاية الشارع، فضلاً عن وجود حمام سامي الذي أنشئ في العهد لأيوبي عام 590 هـ، وفي الحي أيضاً جامع سنان آغا الذي بناه زنكي تركي منذ نحو 600 عام، وجامع المعلا، الذي يحتضن أكبر مئذنة في دمشق.
تضم سوق المناخلية أكثر من 200 دكان، وبطول يصل لنحو 500 متر، وهي بعكس الأسواق القديمة المعروفة كالحميدية ومدحت باشا والبزورية، تتوضع باتجاه واحد فقط، وتتقابل الدكاكين على الطرفين. وتتميز المناخلية بأنها سوق متعرجة وفي عدة اتجاهات، وهذا ما جعل سقفها المعدني الذي جدد مع السوق يتعرج هو الآخر ليشكل منظرا جميلا تتقابل وتتلاقى فيه الزوايا، لتشكل قببا ودوائر وشبه منحرفات، حيث تجذب انتباه الزائر والمتجول في السوق، الذي يشاهد دائما وهو يرفع نظره للأعلى مستمتعا بهذا المنظر الجميل، وتم لاحقاً رصف أزقة الحي بالحجارة المصقولة وتعبيد الشوارع الأخرى مما أضفى صفة جمالية مناسبة على بنيانه الأثري.
السوق تضم مباني تاريخية جميلة ومهمة، ومنها: جامع سنان باشا، الذي يضم قبر الوالي العثماني سنان، الذي أمر ببناء هذا الجامع والمتميز بعمارته الجميلة وبظاهرة قديمة ما زالت تحير الزائرين والباحثين، وهي وجود حجرين في محراب الجامع يعالجان مرض اليرقان من خلال قيام المريض بمد لسانه ولحس واحدة من الحجرين، ولذلك كان الكثير من الزائرين، خاصة من الهند وباكستان وبلدان أخرى، يأتون خصوصا للجامع، ليمدوا ألسنتهم ويلحسوا الحجر، ليشفوا من مرض الريقان (اليرقان). هذه معلومة شعبية قديمة ومنقولة بالتواتر الشفهي ، ولا يعرف مدى دقتها وصحتها وتفسيرها العلمي، ولكن ما يدل على وجود هذه الظاهرة القديمة هو وجود علامات ألسن الزائرين على الحجرين ظاهرة للعيان حتى الآن.
كذلك في محراب الجامع هناك أحجار أخرى تتميز برائحة خاصة (لا يستطيع الداخل للجامع شمها) ولكنها تطرد البراغيث والناموس والبق ولو فتحت النوافذ فلا تدخل هذه الحشرات المزعجة على الرغم من وجود أحد أفرع نهر بردى بجوار نوافذ الجامع، ووجود البراغيث والبق بكثرة في النهر الملاصق للنوافذ ظاهرة غريبة لم يجد لها المهتمون أي تفسير.
ومن معالم السوق التاريخية أيضا هناك باب الفرج، إحدى بوابات دمشق السبع، وسمي كذلك لأنه كان الفرج للمدينة، وما زال الباب موجودا وبجانبه مسجد مكتمل مع مئذنته لهما نفس الاسم, وهناك الأقواس الحجرية التي تزين واجهات دكاكين السوق.

## وصلات خارجية
- جريدة تشرين: تجربة ناجحة وتحول جديد في سوق المناخلية
- الشرق الأوسط: سوق المناخلية الدمشقية.. من صناعة المناخل إلى بيع مستلزمات البناء